# Passo della Mulattiera
Il Passo della Mulattiera (2.412 m s.l.m.) è un valico alpino collocato nella conca di Bardonecchia.

## Caratteristiche
Il passo è collocato a poca distanza dal col des Acles dove si trova il confine con la Francia. Per tale motivo aveva avuto una grande importanza dal punto di vista strategico. Nei pressi del colle sono presenti i resti di una caserma militare e di varie opere del vallo alpino occidentale. La strada che sale da Bardonecchia, passa per il monte Colomion e raggiunge il passo era stata costruita a scopi militari.
Il colle separa la punta Charrà dalla punta della Mulattiera (2.467 m).